# Canal d'Orleans

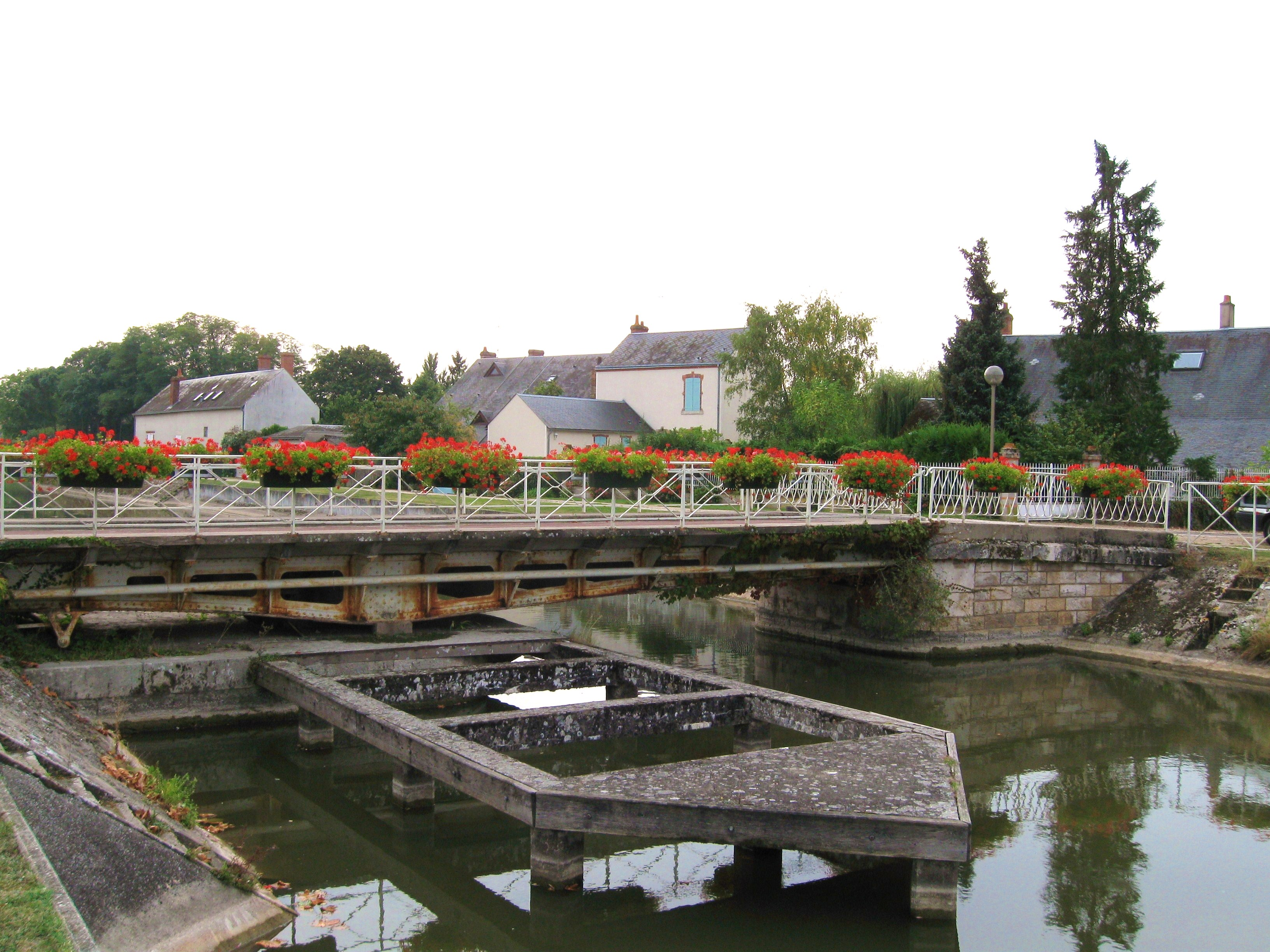
El canal d'Orleans al seu pas per Combleux

El Canal d'Orleans és un antic canal navegable ubicat íntegrament al departament francès de Loiret. Amb una longitud de 78,65 quilòmetres, és el canal que uneix el riu Loira amb el Canal du Loing i Canal de Briare. Es garanteix la continuïtat de l'aigua entre Orleans i París pel nord i Briare i canals del centre cap al sud.